# Pest in Braunschweig
Die zwischen 1350 und 1681 nachweisbaren Pestepidemien in Braunschweig forderten tausende Todesopfer mit Verlustquoten von teilweise mehr als 30 % der Bevölkerung. Sie haben die politische und wirtschaftliche Geschichte der Stadt beeinflusst und während des 17. Jahrhunderts zum Verlust der städtischen Freiheit beigetragen.

## Die Krankheit
Bei der Pest handelt es sich um eine Infektionskrankheit, die durch das Bakterium Yersinia pestis verursacht wird. Klinisch sind vier Formen zu unterscheiden: die auch als Bubonenpest bezeichnete Beulenpest, die Lungenpest, die Pestsepsis und die abortive Pest. Die Übertragung erfolgt durch Ratten- und Menschenfloh sowie im Falle der Lungenpest von Mensch zu Mensch durch Tröpfcheninfektion. Die Inkubationszeit beträgt bei der Beulenpest zwei bis zehn Tage und verläuft unbehandelt zu 25 bis 50 % tödlich. Die Lungenpest weist eine Inkubationszeit von lediglich ein bis zwei Tagen auf und verläuft ohne Behandlung immer tödlich.

## Der „Schwarze Tod“ 1350

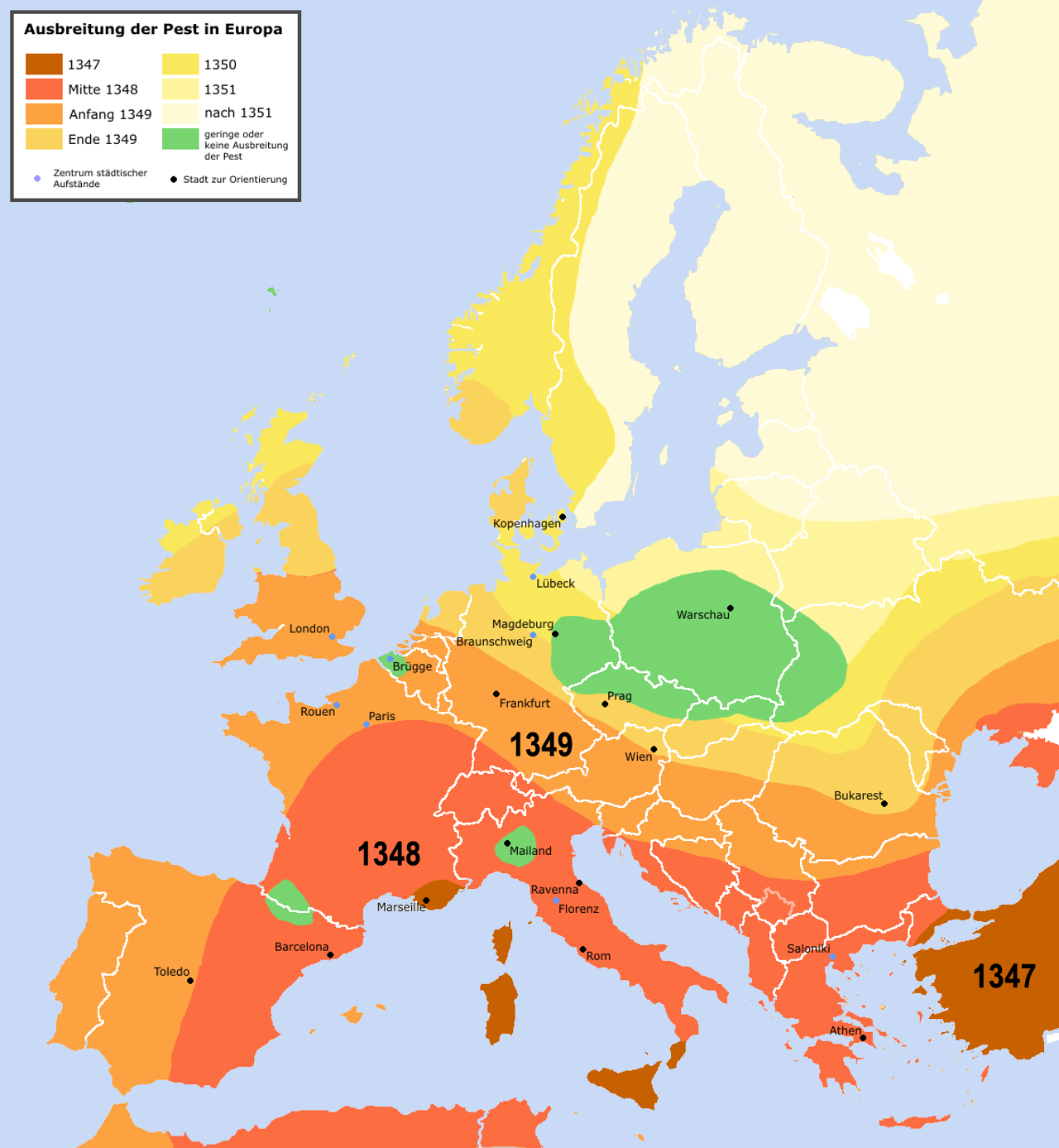
Ausbreitung der Pest in Europa zwischen 1347 und 1351

Der „Schwarze Tod“, die große aus Zentralasien eingeschleppte europäische Pest-Pandemie der Jahre zwischen 1347 und 1353, erreichte in Form einer Haut-, Beulen- und Lungenpest im April/Mai 1350 die Stadt Braunschweig und dauerte bis zum Januar 1351. Es gibt für Braunschweig keine Zahlen und Schätzungen über die Sterberate. Hinweise geben die Zahlen der Todesopfer in den norddeutschen Städten Magdeburg, Hamburg und Bremen, die zwischen einem Drittel und der Hälfte der Bevölkerung lagen. Die europäische Pest forderte insgesamt schätzungsweise 25 Millionen Todesopfer, was einem Drittel der damaligen Bevölkerung entspricht. Im Braunschweiger Franziskanerkloster überlebte laut dem späteren Chronisten Hermann Bote nur ein einziger Mönch. Das Verfestungs- und Neubürgerbuch der Neustadt notiert 1350, dass viele starben und viele Wundertaten geschahen. Zur Abwendung der als Strafe Gottes aufgefassten Seuche gelobte der Rat eine jährliche Prozession am Tage des Stadtheiligen Auctor, dem 20. August. Diese führte vom Dom St. Blasii zur Aegidienkirche, in der sich die Reliquien des Heiligen befanden. Eine weitere Maßnahme war der zwischen 1351 und 1358 erfolgte Bau des Hospitals St. Jodoci außerhalb der Stadtmauern vor dem Wendentor. 1358 und 1365/66 grassierte erneut die Pest in der Stadt.

## 15. – 17. Jahrhundert

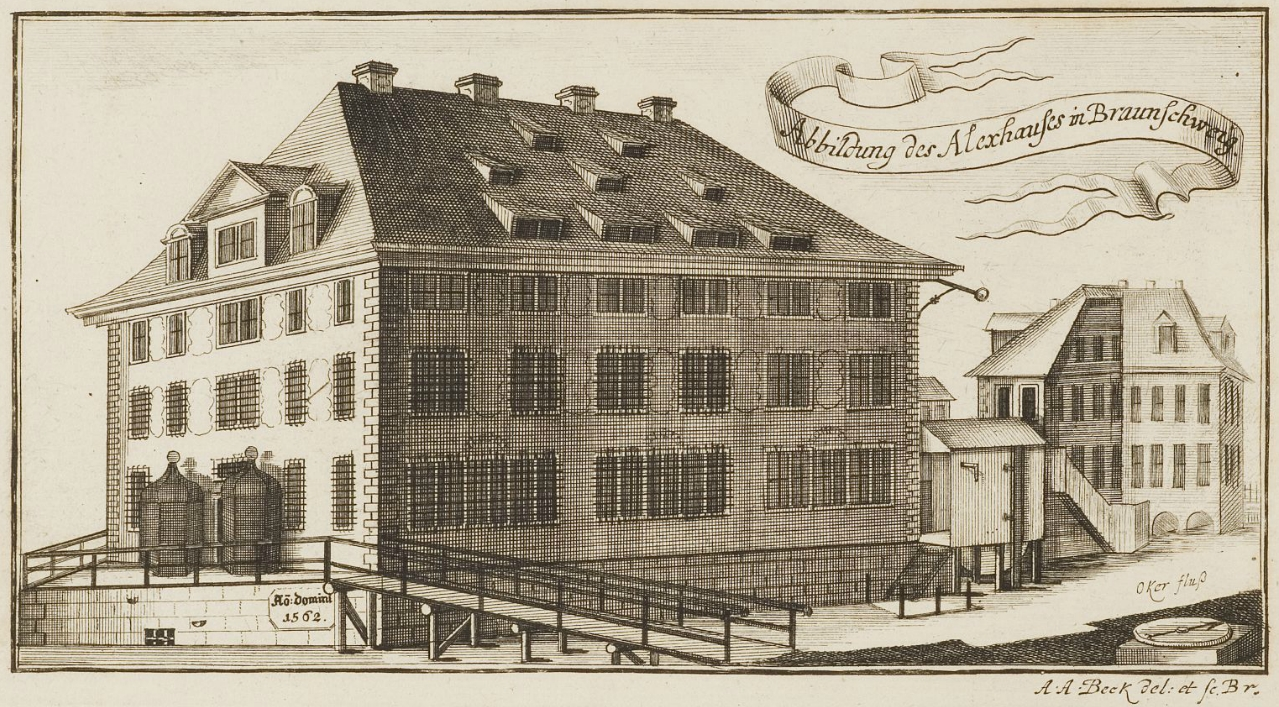
Das Alexiusspital an der heutigen Münzstraße

Während einer neuerlichen Pestepidemie ließen sich im Jahre 1473 die Alexiusbrüder, ein seit dem 13. Jahrhundert nachweisbarer Krankenpflegeorden, am Damm nieder. Sie errichteten auf einer Okerhalbinsel das St. Alexiushospital. Weitere Ausbrüche der Pest sind für die Jahre 1565, 1582, 1597 und 1609 belegt.
In der Zeit des Dreißigjährigen Krieges forderte die Pest des Jahres 1625 ungefähr 3000 Opfer in Braunschweig. Die hohe Zahl von Toten war Folge der durch Kriegsflüchtlinge bedingten Überbevölkerung der Stadt und damit verbundener schlechter hygienischer Verhältnisse.

## Die Pestepidemie 1657/58
Der Braunschweiger Bürgermeister, Chronist und Zeitzeuge Christoph Gerke (1628–1714) beschreibt die große Pestepidemie von 1657/58 in seiner Stadtchronik: Im Jahre Christi 1657 suchte der All gerechte Gott diese gute Stadt mit einer schweren Pestilentz heim, darinnen viel tausend Menschen /: etliche sagen zwölfftausendt :/ weggerafft undt durch den zeitlichen todt hingerißen sindt, jedoch ist kein Bürgermeister oder Prediger daran gestorben, sondern Gott hat so wol Einen Ehrbaren Engen Rath, als das Ministerium alhier in gnaden behütet.  Seiner Beschreibung nach erreichte die Seuche von Bremen kommend, wo sie 1655/56 ungefähr 1600 Todesopfer gefordert hatte, die Stadt Braunschweig im Frühjahr 1657 (umb Fasenacht). Sie brach zu Pfingsten am  27./28. Mai heftig aus und wütete bis Anfang des Jahres 1658. Nach dem Ende der Epidemie wurde am 31. Januar 1658 ein öffentlich Danckfest gehalten. Diese Pestepidemie forderte den Kirchenbüchern zufolge 5420 Todesopfer. Der Braunschweiger Stadtphysikus Lorenz Gieseler († 1684/85) veröffentlichte 1657 seine Schrift Kurtze doch nöhtige Erinnerung und Anweisung Wie ein jeder bey jtzigen verspürten Seuchen sich verhalten sol. Das Werk erfuhr in den folgenden Jahrzehnten mehrere Auflagen.
Der letzte Ausbruch einer Pestepidemie in Braunschweig ist für das Jahr 1681 belegt.

## Folgen und Maßnahmen
Die demographischen Auswirkungen waren durch die hohen Bevölkerungsverluste beträchtlich, wobei für die erste Pestepidemie 1350 keine Zahlen für Braunschweig vorliegen. Die wirtschaftlichen Schäden resultierten aus dem Massensterben und dem daraus folgenden Arbeitskräftemangel. Das Aufkommen von Steuern und Zinsen sank und die Unterbrechung des Handels führte vielfach zu Konkursen von Kaufleuten und Handwerkern. Zur Handelsblockade während der Pest 1657/58 schreibt Chronist Gerke: Gott bewahre uns vor solchen undt dergleichen übel in gnaden: denn was vor schaden durch diese der Stadt occludierung, in deme die aus den kleinen Städten undt andere handelsleute bey der Stadt weg fuhren, undt die nahrung anders wo sucheten, derselben sey zugefüget worden, hat man hernach erfahren. 
Die kulturgeschichtlichen Folgen äußerten sich in der Suche nach einer Erklärung für die plötzlich auftretenden Epidemien. Ebenso wie in weiten Teilen des Reiches kam es auch in Norddeutschland zu Judenverfolgungen, die zu „Brunnenvergiftern“ und damit Schuldigen an der Ausbreitung der Pest erklärt wurden. Der die Menschheit strafende Gott sollte durch Buß- und Bittprozessionen, kirchliche Stiftungen und die Anrufung bestimmter Heiliger gnädig gestimmt werden. Verschiedene obrigkeitliche Abwehr- und Kontrollmaßnahmen, die in detaillierten Pestordnungen festgeschrieben wurden, führten erst ab der Mitte des 16. Jahrhunderts zu Erfolgen. So trugen die städtischen Ärzte Schutzkleidung, Kranke wurden in außerhalb der Stadt liegenden Pesthospitälern isoliert, gefährdete Wohnhäuser wurden gekennzeichnet und der Besitz Pestkranker oder Verstorbener wurde häufig verbrannt.
Politische Auswirkungen: In Braunschweig mündeten die Pestepidemien des 14. Jahrhunderts und die damit einhergehenden demographischen und wirtschaftlichen Folgen in den Aufstand der „Großen Schicht“ von 1374. Eine weitere Zäsur der Stadtgeschichte, die Eroberung der autonomen Stadt Braunschweig durch den welfischen Landesherrn im Jahre 1671, kann ebenfalls mit den Pestepidemien in Verbindung gebracht werden. Der Dreißigjährige Krieg und die beiden Pestepidemien von 1625 und 1657/58 hatten die Wirtschaftskraft und den Abwehrwillen der Bürger soweit geschwächt, dass das 20000 Mann zählende Belagerungsheer des Herzogs die Stadt ohne nennenswerte Kampfhandlungen einnehmen konnte.